# مرتفعات إثيوبيا

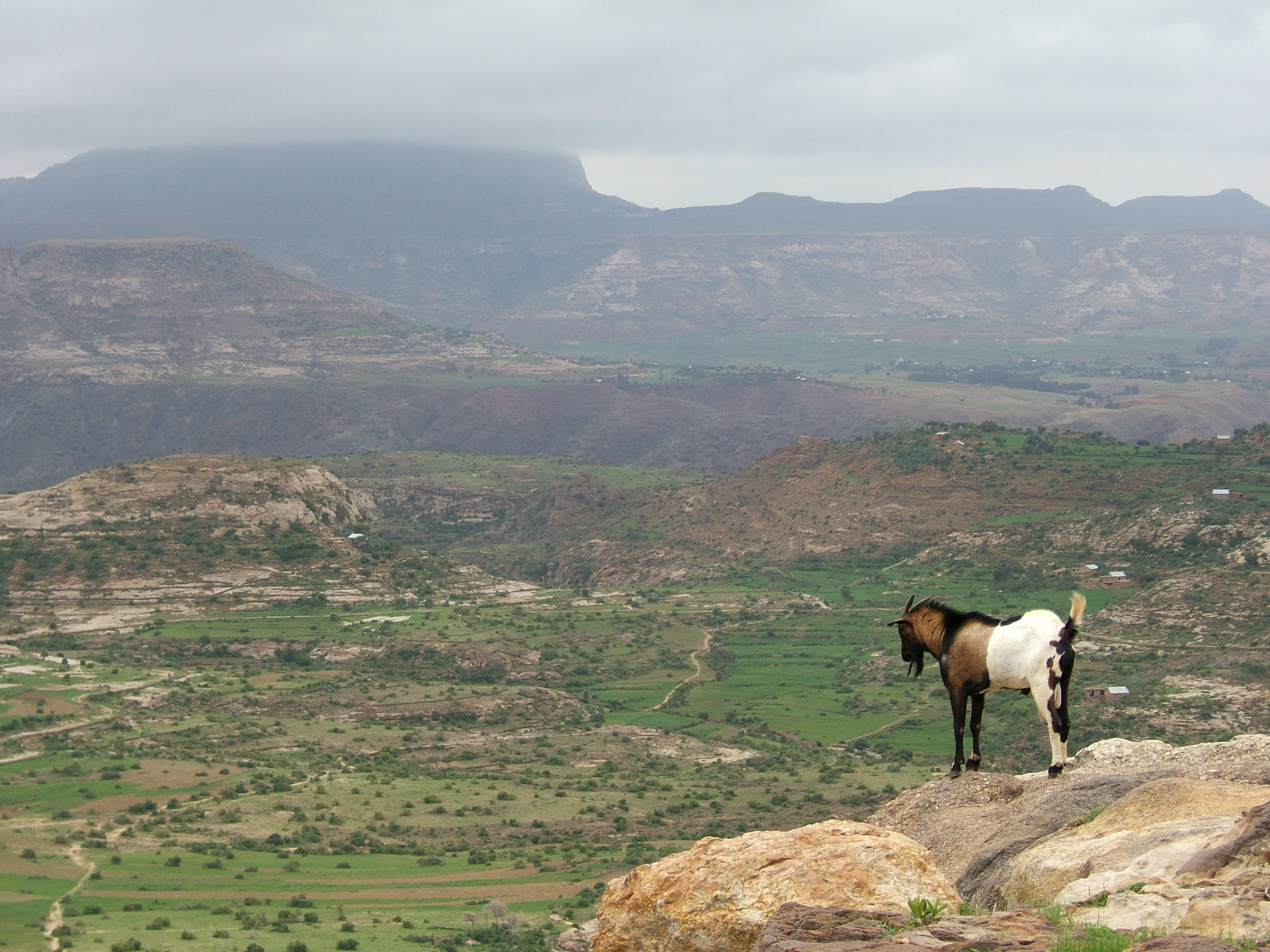
المرتفعات الإثيوبية مع ظهور جبل راس داشن في الخلفية.

المرتفعات الإثيوبية هي منطقة وعرة من الجبال تمتد في إثيوبيا وإريتريا (يشار إليها في بعض الأوقات بـ المرتفعات الإريترية) وشمال الصومال في القرن الأفريقي. وتشكل المرتفعات الإثيوبية أكبر منطقة متواصلة من المرتفعات في القارة بأكملها، حيث تقع مساحة صغيرة من سطحها دون 1500 م (4921 قدم)، بينما تصل القمم إلى ارتفاعات تصل إلى 4550 م (14928 قدم). ويُطلق عليها في بعض الأحيان اسم سقف إفريقيا نظرًا لارتفاعها وامتدادها على مساحة واسعة.

## الجغرافيا الطبيعية

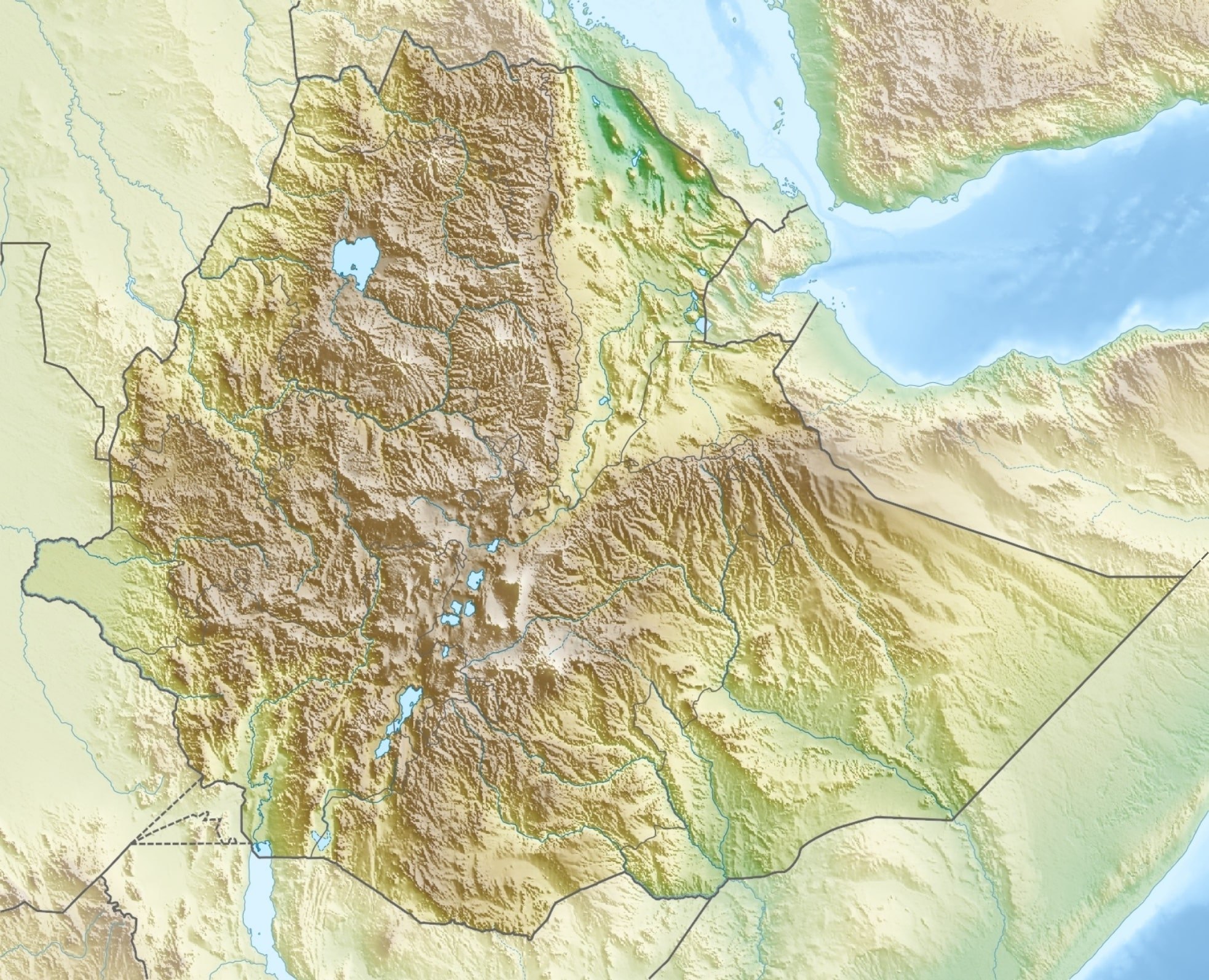
خريطة طبوغرافية

تنقسم المرتفعات إلى أجزاء شمالية غربية، وجنوبية شرقية يفصل بينها الأخدود الإثيوبي الرئيسي، والذي يحتوي على عدد من البحيرات المالحة. ويتضمن الجزء الشمالي الغربي، والذي يشمل كلاً من تيغراي ومنطقة أمهرة (Amhara) وجبال سيمين (Semien) ، والتي تخصص جزءًا منها لتصبح متنزهًا وطنيًا. ومن أعلى قممها، راس داشن (4550 م)، كما أنها أعلى القمم في إثيوبيا أيضًا. تقع بحيرة تانا، المصدر الرئيسي الذي ينبع منه النيل الأزرق، في الجزء الشمالي الغربي من المرتفعات الإثيوبية.
في حين تقع أعلى قمم الجزء الجنوبي الشرقي في منطقة بال (Bale) ضمن منطقة أوروميا في إثيوبيا. يبلغ ارتفاع جبال بال، والتي خصصت أيضًا لتصبح متنزهًا وطنيًا، وهو تقريبًا ارتفاع جبال سيمين ذاته، حيث يتجاوز ارتفاع بعض قممها 4000 م، مثل جبل Tullu Demtu (بارتفاع 4337 م ويعد ثاني أعلى قمة في إثيوبيا) وكذلك جبل باتو (4307 م).

## جيولوجيا

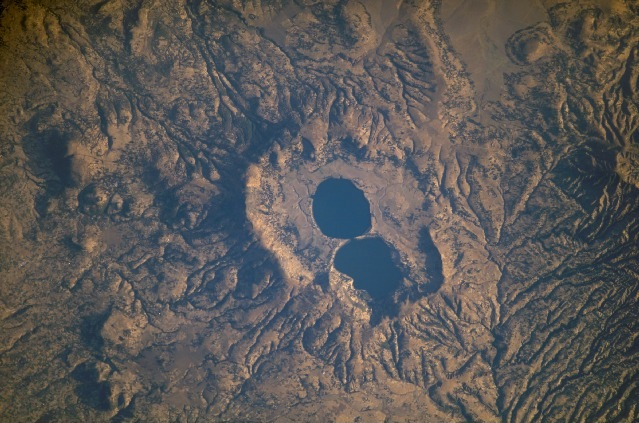
دندي كالدرا (Dendi Caldera)، بركان منهار في منطقة الجبل

بدأت المرتفعات الإثيوبية في الظهور منذ 75 مليون عام، حيث رفعت الماغما الناتجة من قشرة الأرض قباب من الصخور القديمة من طبقة الكراتون الإفريقية. شقت فتحة الأخدود الإفريقي العظيم قبة المرتفعات الإثيوبية إلى ثلاثة أجزاء، جبال شبه الجزيرة العربية الجنوبية وهي جزء جيولوجي من المرتفعات الإثيوبية القديمة، يفصل بينها الشق الذي أدى إلى نشأة البحر الأحمر وخليج عدن ويفصل إفريقيا عن شبه جزيرة العرب.
ومنذ حوالي 30 مليون عام، بدأت هضبة البازلت الفيضية في التكون، لتتراكم طبقات فوق أخرى من تدفقات حمم بازلت الهائلة الخارجة من الشقوق. وقد كانت معظم هذه التدفقات من الصخور الثوليتية، فضلاً عن طبقة رقيقة من البازلت القلوي وكميات صغيرة من الصخور البركانية الفلزية(عالية السيليكا)، مثل الـريوليت. وفي المراحل الأخيرة من سلسلة البازلت الفيضية، تظهر أيضًا ثورات بركانية ضخمة ومتفجرة تخرج من الـكالديرا.
وفي النهاية انقسمت المرتفعات الإثيوبية بفعل الأخدود الإفريقي العظيم نظرًا لتمزق قشرة القارة الإفريقية. وقد نتج عن هذا الصدع بداية تكون سلسلة تضم أكثر من بركان درعي البازلتية القلوية منذ حوالي 30-31 مليون سنة.

## علم البيئة
نظرًا لأن المرتفعات قد رفعت الأراضي الإثيوبية، فضلاً عن موقعها القريب من خط الاستواء، فقد أدى هذا إلى تميز البلاد بـمناخ معتدل على غير العادة. وعلاوة على ذلك، تشهد هذه الجبال هبوب رياح موسمية القادمة من المحيط الهندي، متسببة في موسم رطب يستمر من يونيو حتى منتصف سبتمبر. لتتسبب هذه الأمطار الغزيرة بدورها في فيضان نهر النيل خلال الصيف، في ظاهرة كانت قد حيرت اليونان القديمة.
تشارك المرتفعات الإثيوبية الحياة النباتية والحيوانية للمناطق الجبلية الأخرى في إفريقيا، وتعرف هذه الحياة النباتية والحيوانية باسم جبال العفر ولكن منذ آخر عصر جليدي أصبحت المنطقة مأهولة بالحياة النباتية الأوروبية الآسيوية (منطقة قطبية شمالية قديمة). وتختلف المواطن إلى حد ما على كلا جانبي الأخدود الإفريقي العظيم الذي يفصل المرتفعات.
فعلى الارتفاعات المنخفضة، تحيط بالمرتفعات غابات استوائية، وسافانا، ومراعي عشبية، بما في ذلك غابات سافانا الطلح الساحلية إلى الشمال الغربي، وغابات السافانا السودانية الشرقية إلى الغرب، وغابات وأدغال الطلح-كوميفورا الصومالية إلى الشمال الشرقي، وشرق وجنوب وعلى امتداد الأخدود الإفريقي.
وتنقسم المرتفعات نفسها إلى ثلاث مناطق بيئية منفصلة، تتميز أحدها عن الأخرى بارتفاعها. تقع الغابات الجبلية الإثيوبية بين ارتفاعات تترواح بين 1100 و1800 متر، فوق المراعي العشبية وغابات السافانا المنخفضة. كما أن حزام الغابات هذا يحتوي على العديد من المجتمعات النباتية. كولا، غابة مفتوحة توجد عند الارتفاعات المنخفضة قليلاً، وتنتشر بها أنواع من النباتات مثل الهليلج، والـبلسان، وبوزويليا (Boswellia)، والـطلح. وينا ديجا (Weyna dega) غابة توجد في المواقع الرطبة والمرتفعة، تنتشر بها أشجار مخروطيات Afrocarpus gracilior وعرعر طويل. يعد الجزء الأسفل من غابة هارينا (Harenna) مجتمع غابات مميزًا، تهيمن عليه ظلة مفتوحة من نباتات واربورجيا أوغاندينسيس (Warburgia ugandensis) وCroton macrostachyus ورياعة غينية وكذلك Afrocarpus gracilior، بالإضافة إلى أن شجرة القهوة البرية (القهوة العربي) وهي أكثر شجيرات تحت الظلة انتشارًا.
المراعي والغابات الجبلية الإثيوبية هي أحد أكبر المناطق البيئية المرتفعة مساحة، حيث تشغل المناطق بين الارتفاعات التي تتراوح بين 1800 و3000 متر. كان الغطاء النباتي الطبيعي في شكل غابة مغلقة الظلة في المناطق الرطبة، ومراعٍ عشبية، وأدغال، وأحراش في المناطق الأكثر جفافًا. وعلى الرغم من ذلك، تتمتع هذه التلال بتربة خصبة جيدة، كما أنها مكتظة بالسكان، إذ أن أكثرها من المجتمعات الزراعية، فتحولت المنطقة إلى الزراعة ولم يتبق منها سوى قليل من مناطق النباتات الطبيعية. تتضمن المناطق الحضرية في هذه المنطقة البيئية: العاصمة الإثيوبية ورابع أكبر مدينة في إفريقيا أديس أبابا، وعاصمة أمهرة وبحر دار فضلاً عن وجود أديرة بجزيرتها في بحيرة تانا، والمدينة المسورة القديمة هرر (مدينة)، ومنتجع أمبو، ومدينة أسيلا (Asella) في منطقة أرسي، ومركز الرحلات دودولا ومدينة ديبري زيت (Debre Zeyit) بجانب البحيرة، وأكبر مدن الجنوب الغربي جيما، فضلاً عن المدينة التجارية نيكيمت، وعاصمة تيغراي (إقليم)، ميكيلي (Mek'ele). متنزه أواش الوطني وهو أحد مواقع مراقبة الطيور.
تحتوي الغابات التي تقع في المناطق الأكثر جفافًا على نباتات متوطنة، والتي تضم بشكل رئيسي صنوبريات البودوكاربس وعرعر طويل، جنبًا إلى جنب مع نبات (هاجينيا أبيسينيكا) هاغنية abyssinica. وفي غابة هارينا، أحيطت التجاويف الرطبة، والغابة مغلقة الظلة مع أشجار بوتيريا (Pouteria) وأشجار الزيتون وغطتها النباتات المتسلقة ووالنباتات الهوائية، في حين أنه على ارتفاع يتجاوز 2400 متر، توجد منطقة شجيرات حيث تعد موطنًا لنباتات هاجينيا، وشيفليرا، والأشجاراللوبيليةالعملاقة (Lobelia gibberroa)، وهي الأنواع التي يمكن العثور عليها في الجبال الشرقية الإفريقية جنوبًا. الغابة دائمة الخضرة العريضة الأوراق الموجودة في جبال سيمين، على ارتفاع يتراوح بين 2300 و2700 متر، وتهيمن عليه أشجار Syzygium guineense، وعرعر طويل، والزيتون الإفريقي.
تعد هذه المنحدرات موطنًا لعدد من الزواحف، والطيور، والحيوانات المتوطنة، بما في ذلك الأنواع المنقرضة من وعل واليا (الاسم العلمي: Capra walie) وقرود البابون أبو قلادة، ذات الفراء الكثيف الذي يسمح لها بالصمود في أجواء الجبال الباردة. ولا توجد هاتان الفصيلتان إلا في الجانب الشمالي من الوادي في حين أن حيوان جبل نيالا (الاسم العلمي: Tragelaphus buxtoni) المتوطن النادر لا يعيش سوى في الجانب الجنوبي، ويتواجد الآن على مرتفعات أعلى من موطنه الأصلي لأن المنحدرات المنخفضة شهدت عمليات زراعة كثيفة. ومن بين الرئيسيات الأكثر انتشارًا على المرتفعات الإثيوبية الكولبس الأبيض والأسود (الاسم العلمي: Colobus guereza)، والذي يتعرض للتهديد نظرًا لاختفاء موطنه كما هو الحال مع العديد من رئيسيات المرتفعات مثل البابون الزيتوني (الاسم العلمي: Papio anubis)، وابن آوى الذهبي (Canis aureus)، والـنمر (Panthera pardus)، والـأسد (Panthera leo)، وضبع مرقط (Crocuta crocuta)، و عناق الأرض (Caracal caracal)، فضلاً عن الـبج (Felis serval)، والديكر الشائع (Sylvicapra grimmia) وخنزير النهر الأحمر (Potamochoerus porcus). وتشمل الطيور Rueppell's Chat، وعصفور Ankober Serin (Serinus ankoberensis)، وزغيبة الذنب بيضاء الجناح (Sarothrura ayresi)، والأوزة زرقاء الجناحين. في حين أن الأراضي الزراعية موطن للعديد من الفراشات، وخاصة البقلية، وشراكساوات، وأبا دقيق والـنحاسية (فصيلة فراشات).
وعلى ارتفاع يتجاوز 300 متر تقع الأراضي البرية الجبلية الإثيوبية، والتي تعد أكبر منطقة أفرو-ألباين في إفريقيا. حيث تقع الأراضي البرية الجبلية فوق خط الأشجار، وتتكون من المراعي العشبية والأراضي البرية التي تضم الكثير من الأعشاب وبعض الشجيرات التي تكيفت مع الظروف في الجبال العالية. كما يوجد هناك العديد من أنواع الحيوانات المتوطنة منها، ذئب حبشي (الاسم العلمي: Canis simensis)، المهدد بالانقراض. ومن بين الأنواع المتوطنة الأخرى فأر الخلد كبير الرأس (Tachyoryctes macrocephalus) والذي يشيع وجوده على هضبة سانيتي (Sanetti) في جبال بال. كما يشق حيوان نيالا الجبلي طريقه إلى الأراضي البرية المرتفعة على الرغم من أن وجوده أكثر شيوعًا على الارتفاعات المنخفضة نسبيًا. وتشمل طيور الشتاء الصواي (الاسم العلمي: Anas penelope) والكيش (أبومجرف) (الاسم العلمي: Anas clypeata) وحجوالة (Philomachus pugnax) والـطيطوي أخضر الساق (Tringa nebularia). وكما جرى الحال مع سفوح الجبال بعد أن أصبحت مأهولة بالسكان بشكل كبير، تضررت الأراضي البرية للمرتفعات بتدخل الإنسان، وأنشطته مثل الرعي والزراعة. وهناك نوعان من المناطق المحمية: متنزه جبال بال الوطني في المرتفعات الجنوبية، ويمكن الوصول إليها من دينشو؛ ومتنزه جبال سيمين الوطني، ويمكن الوصول إليه من جوندار، والذي يتضمن راس داشن. ومع ذلك، فإن هذه المتنزهات تفقد الكثير من مواطنها كنتيجة لرعي الماشية.

## عالم الحيوان
وتشمل حيوانات المنطقة خنزير الأرض، والـعقاب، والذئب الحبشي، وأبو قلادة، وطائر الكاتب، والوعل النوبي، وأبو سعن طائر الأفريقي.

## وصلات خارجية
- Ethiopian montane forests (World Wildlife Fund)
- Ethiopian montane grasslands and woodlands (World Wildlife Fund)
- Ethiopian montane moorlands (World Wildlife Fund)
- Ethiopian Wolf Conservation Programme